# أوكرانيا بعد الثورة الروسية

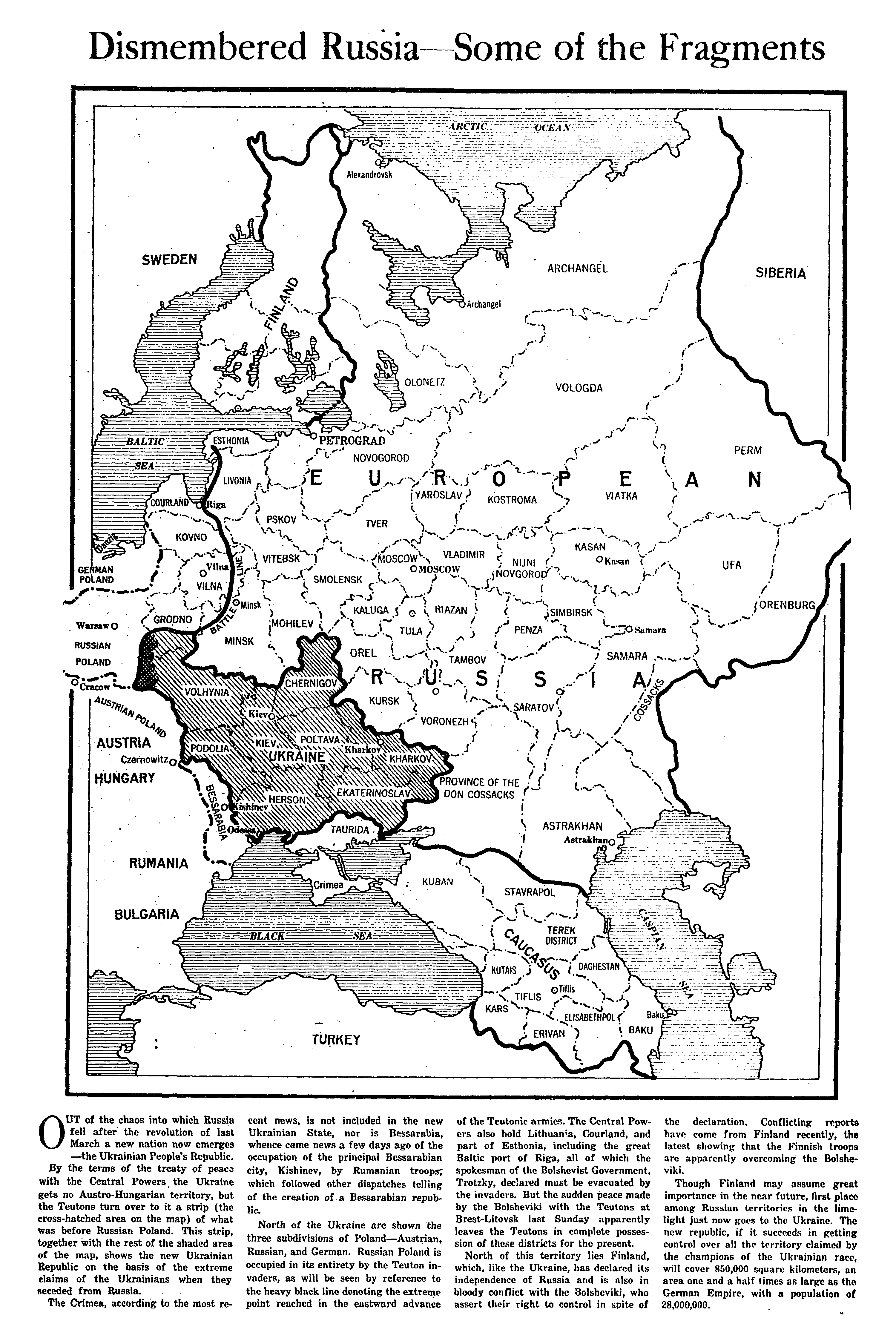
فبراير 1918 مقالة من نيويورك تايمز الامريكية تُظهر خريطة مقاطعات الامبراطورية الروسية و المطالبة من الشعب الاوكراني في ذلك الوقت قبل ضم اراضي من النمسا و المجر.

وقعت نزاعات بين مختلف الفصائل على الأراضي الأوكرانية بعد انهيار الإمبراطورية الروسية في أعقاب الثورة الروسية في عام 1917 وبعد انتهاء الحرب العالمية الأولى في عام 1918، الأمر الذي أدى إلى انهيار الإمبراطورية النمساوية المجرية التي كانت تحكم غاليسيا الأوكرانية. كان لانهيار الإمبراطوريات تأثير كبير في الحركة القومية الأوكرانية، وظهر خلال فترة قصيرة مدتها أربع سنوات عدد من الحكومات الأوكرانية. اتسمت هذه الفترة بالتفاؤل وبناء الدولة، إلى جانب الفوضى والحرب الأهلية. استقرت الأمور إلى حد ما في عام 1921 مع تقسيم أراضي أوكرانيا الحديثة بين أوكرانيا السوفييتية (التي أصبحت جمهورية مؤسسة للاتحاد السوفييتي في عام 1922) وبولندا، فضلًا عن مناطق عرقية أوكرانية صغيرة تابعة لتشيكوسلوفاكيا ورومانيا.

## التحالف والنزاع
بعد تنازل القيصر نيكولاس الثاني، تمكن قادة المجتمع الأوكراني أخيرًا من تنظيم البرلمان المركزي (الرادا المركزي) في كييف برئاسة ميخايلو هروشيفسكي. وسعوا إلى الحصول على موافقة الحكومة الروسية المؤقتة في بيتروغراد (سانت بطرسبرغ) لتأسيس حكومة إقليمية. كان البرلمان المركزي يتألف من أحزاب سياسية مختلفة مثل الحزب الثوري الاشتراكي الأوكراني، وحزب العمال الاشتراكي الديمقراطي الاجتماعي الأوكراني، وحزب العمال الديمقراطي الاجتماعي الروسي، والجبهة اليهودية العامة، والحزب الوطني البولندي، ومُمثلين عن الجيش، والفلاحين، والعمال، وغيرهم. سرعان ما اكتسبوا تأييد عناصر الجيش الإمبراطوري في أوكرانيا. بتاريخ 23 يونيو عام 1917، أعلن البرلمان المركزي عن أول إعلان يصرح فيه عن أول حكم ذاتي أوكراني داخل اتحاد فيدرالي روسي، والذي حظي بدعم شديد من قبل مؤتمر الفلاحين الأوكراني الشامل الأول في 28 يونيو.
بعد فترة قصيرة من الانقلاب البلشفي في بيتروغارد في أوائل شهر نوفمبر ومن حدث مشابه له في كييف، أطلق البرلمان المركزي الإعلان الثالث في 20 نوفمبر عام 1917، مصرحًا فيه بأن جمهورية شعبية أوكرانية (يو إن آر) في كييف تدين أعمال الفوضى البلشفية التي بدأت في بيتروغارد باعتبارها غير قانونية على المستوى السياسي. بسبب حل الحكومة القانونية في بيتروغارد، لم يكن لدى البرلمان المركزي خيار آخر سوى إعلان استقلاله الذاتي مع حكومته الإقليمية التي كانت قد وافقت عليها الحكومة الروسية المؤقتة سابقًا. رفضت الجمهورية الشعبية الأوكرانية الاعتراف بالحكومة السوفييتية الجديدة، ما سبب بدوره توترًا داخل البرلمان المركزي. طالبت الحكومة البلشفية باتحاد روسي شامل. كان الفصيل البلشفي قد عقد مؤتمرًا أوكرانيًا شاملًا من العمال والجنود والفلاحين السوفييت في كييف في شهر ديسمبر طالب فيه بالاعتراف بسوفناركم من قبل البرلمان المركزي. بعد أن شعروا بأنهم أقلية صغيرة في المؤتمر الذي يضم 2500 موفد، غادر البلاشفة المئة مع عدة آخرين للانضمام إلى مؤتمر النواب المحليين في خاركيف الذي أعادوا تسميته ليصبح مؤتمر أوكرانيا الشامل للعمال والجنود والفلاحين السوفييت. أعلنوا عن حكومة أوكرانيا البلشفية في 25 ديسمبر عام 1917، وادعوا أن حكومة الجمهورية الشعبية الأوكرانية خارجة عن القانون.
عندما تولى البلاشفة الحكومة في بيتروغارد، أقاموا دعوة من أجل السلام مع قوى المركز. بعد أكثر من شهرين من المفاوضات، وقع البلاشفة بقيادة جوف معاهدة بريست ليتوفسك، وهي معاهدة سلام بين روسيا وقوى المركز، وذلك بتاريخ 3 مارس عام 1918. منحت هذه المعاهدة أوكرانيا الاستقلال عن السيطرة الروسية. لم تكن فكرة استقلال أوكرانيا تلقى شعبية بين الروس. أضعفت أوكرانيا المستقلة المقترنة بالجوع الروسي الكبير سنة 1918 كثيرًا من قيادة لينين والبلاشفة في روسيا. استمرت أوكرانيا في كسب الأرض بعد توقيع المعاهدة لأن جيوش قوى المركز توغلت أكثر داخل روسيا، ما حرر المزيد من الأوكرانيين من السيطرة الروسية خاصة في الكوبان وفي أراضي قوزاق الدون وقوزاق التيريك جميعًا والتي تضمنت أعدادًا كبيرة جدًا من السكان الأوكرانيين. بحلول أواخر ربيع عام 1918، سيطرت أوكرانيا بدعم من قوى المركز على نهر فولغا السفلي وبدأت تتلقى شحنات النفط من باكو عبر مرافئ فولغا في تساريتسن وساراتوف. كره القوزاق البلشفية بشدة. بعد اغتيال السفير الألماني لدى روسيا كاونت ميبراخ في موسكو بتاريخ 6 يوليو عام 1918، بدأ العديد من البلاشفة، الذين أعربوا عن امتعاضهم من شروط معاهدة السلام، حرب عصابات وإبادة جماعية بدعم كبير من فليكس دزيرجينسكي، وهو رئيس التشيكا (هيئة الطوارئ الروسية لمكافحة الثورة المضادة والتخريب).
منذ أواخر عام 1917 وحتى أوائل عام 1918، خسرت جمهورية أوكرانيا الشعبية كييف مدة شهرين لصالح البلاشفة، لكنها بدعم من قوى المركز سيطرت على أغلب أوكرانيا، وطردت البلاشفة خارج كييف بتاريخ 1 مارس عام 1918، وأجبرت البلاشفة على عقد حكومتهم في تاغانورغ، روسيا، على ساحل بحر آزوف. انتخب مؤتمر هوباندمن الحر في 29 أبريل عام 1918 (بدعم كبير من السكان الألمان النمساويين) الجنرالَ القيصري بّي. بّي. سكوروبادسكي ليصبح هيتمان أوكرانيا (رأس دولة أوكرانيا). أعلن الإطاحة بحكومة البرلمان المركزية وبالتالي تعليق الجمهورية الشعبية الأوكرانية بالإضافة إلى حظر الحزب الشيوعي في أوكرانيا. بعد إطاحة مجلس الإدارة الاشتراكي لأوكرانيا بحكومة الهيتمان ثم إعادة تأسيس جمهورية أوكرانيا الشعبية في 13-14 نوفمبر عام 1918، جددت قوات البلاشفة عدوانها بدعم من موسكو زاعمةً أن حكومة أوكرانيا هي التي تقودها. أرسلت أوكرانيا مذكرة احتجاج تطالب فيها بوقف الأعمال العدائية؛ تجاهل سوفانكروم الطلب في البداية وصرح في ما بعد بأنه لا علاقة له بالحرب في أوكرانيا. أعلنت الحكومة الأوكرانية حربًا في 16 يناير عام 1919. في النهاية، هزم البلاشفة في خضم التحالفات المرنة مع أناركيين متنوعين الجيشَ الأوكراني الذي كان يقاتل على عدة جبهات في وقت واحد. خلال هذا الوقت، أُعلن عن جمهورية غرب أوكرانيا الشعبية (زي يو إن آر) في لفيف بتاريخ 19 أكتوبر عام 1918. امتلكت هذه الجمهورية أكبر احتياطيات النفط في أوروبا. انضمت جمهورية غرب أوكرانيا الشعبية إلى جمهورية أوكرانيا الشعبية رسميًا على أمل الحصول على بعض الدعم في الحرب ضد بولندا. لم يتمكن وفد من جمهورية أوكرانيا الشعبية إلى باريس من الحصول على الاعتراف في معاهدة فيرساي في نهاية الحرب العالمية. كان أداء قوات جمهورية كوريا الشعبية ضعيفًا خلال الحرب السوفييتية ولم يكن التحالف المتأخر مع بولندا كافيًا لتمتين الجمهورية. بعد السلام البولندي السوفييتي في ريغا، انقسمت الأراضي الأوكرانية بين جمهورية أوكرانيا السوفييتية الاشتراكية في الوسط، وبولندا في الغرب، وأصبحت كريميا وكوبان وأراضي القوزاق سابقًا جنوب روسيا في الشرق. أصبحت روثينيا الكارباتية مضمَّنةً في تشيكسلوفاكيا، وأصبحت بوكوفينا مضمَّنةً في رومانيا. كانت أوكرانيا في حالةٍ أكثر سوءًا من السابق. في شهر ديسمبر من عام 1922، ومع تثبيت سلطة البلاشفة على أراضيها، انضمت أوكرانيا السوفييتية إلى الجمهوريات الروسية والبيلاروسية والترانسقوقازية لتشكيل اتحاد الجمهوريات الاشتراكية السوفييتية.